# ВИА Суперстар!
«ВИА Суперстар!» ― спин-офф музыкального проекта «Суперстар! Возвращение», которое выходило на НТВ. В проекте участвуют ВИА и группы, которые были популярными в 1970—е, 1980—е, 1990—е и 2000—е годы.

## Правила
В проекте участвуют 10 музыкальных коллективов (в первом сезоне - 8), пик популярности которых был в 1980—е, 1990—е и 2000—е годы. Каждый выпуск посвящён каким-либо темам: «Старый хит по-новому/Свой хит», «Смена жанра» и другим. После исполнения песни участник получает баллы от членов жюри (2 балла ― «огонь», 1 балл ― «фейерверк», 0 баллов ― «пшик»). Полученные баллы складываются от выпуска к выпуску, образуя турнирную таблицу. Коллектив, который 2 выпуска подряд займёт последнее место в турнирной таблицы, покидает проект, но один раз за сезон члены жюри единогласным решением могут его спасти. Победителем проекта становится коллектив, набравший наибольшее количество баллов за весь сезон.

## Участники

### Первый сезон
- «G.Strelki»
- «Балаган Лимитед»
- «Белорусские легенды»
- «Божья коровка»
- «Вирус!»
- «Лейся, песня!»
- «Форум»
- «Чи-Ли»

### Второй сезон
- «Revoльvers»
- «Аракс»
- «Блестящие»
- «Бурановские бабушки»
- «Восток»
- «Динамит»
- «Лесоповал»
- «Поющие гитары»
- «Сладкий сон»
- «Тутси»

## Сезоны
| Сезон | Премьера        | Финал        | Победитель          | Победитель      | 2 место | 3 место | Ведущие        | Ведущие         | Жюри           | Жюри            | Жюри       | Жюри              |
| Сезон | Премьера        | Финал        | Победитель          | Победитель      | 2 место | 3 место | Ведущие        | Ведущие         | 1              | 2               | 3          | 4                 |
| ----- | --------------- | ------------ | ------------------- | --------------- | ------- | ------- | -------------- | --------------- | -------------- | --------------- | ---------- | ----------------- |
| 1     | 12 мая 2024     | 16 июня 2024 | Белорусские легенды | Балаган Лимитед | Вирус!  | Форум   | Вадим Такменёв | Лолита          | Сергей Соседов | Наташа Королёва | Стас Пьеха | Лера Кудрявцева   |
| 2     | 6 сентября 2025 |              |                     |                 |         |         | Вадим Такменёв | Наташа Королёва | Сергей Соседов | Лера Кудрявцева | Стас Пьеха | Ирина Понаровская |

## Выпуски

### Первый сезон

#### Члены жюри
| Сергей Соседов  |
| Наташа Королёва |
| Стас Пьеха      |
| Лера Кудрявцева |
| Ирина Аллегрова |

#### Выпуск 1 (12 мая 2024) — Старый хит по-новому
| № | Исполнитель           | Песня                                      | Сергей Соседов | Наташа Королёва | Стас Пьеха | Лера Кудрявцева | Общий счёт |
| - | --------------------- | ------------------------------------------ | -------------- | --------------- | ---------- | --------------- | ---------- |
| 1 | «Лейся, песня!»       | «Лейся, песня!» — «Обручальное кольцо»     | 1              | 2               | 2          | 2               | 7          |
| 2 | «Чи-Ли»               | «Чи-Ли» — «Лето»                           | 1              | 2               | 2          | 2               | 7          |
| 3 | «Божья коровка»       | «Божья коровка» — «Гранитный камушек»      | 1              | 2               | 2          | 2               | 7          |
| 4 | «Балаган Лимитед»     | «Балаган Лимитед» — «Чë те надо?»          | 2              | 2               | 2          | 2               | 8          |
| 5 | «Форум»               | «Форум» — «На соседней улице»              | 1              | 2               | 1          | 2               | 6          |
| 6 | «Вирус!»              | «Вирус!» — «Ручки»                         | 1              | 2               | 2          | 2               | 7          |
| 7 | «G.Strelki»           | «G.Strelki» — «Ты бросил меня»             | 2              | 2               | 1          | 2               | 7          |
| 8 | «Белорусские легенды» | «Белорусские легенды» — «Беловежская пуща» | 2              | 2               | 2          | 2               | 8          |

Общий счёт после 1-го выпуска:
1. «Балаган Лимитед»; «Белорусские легенды» — 8 баллов
2. «Лейся, песня!»; «Чи-Ли»; «Божья коровка»; «Вирус!»; «G.Strelki» — 7 баллов
3. «Форум» — 6 баллов

#### Выпуск 2 (19 мая 2024) — Смена жанра
| № | Исполнитель           | Песня                                       | Сергей Соседов | Наташа Королёва | Стас Пьеха | Лера Кудрявцева | Общий счёт |
| - | --------------------- | ------------------------------------------- | -------------- | --------------- | ---------- | --------------- | ---------- |
| 1 | «Божья коровка»       | Шакира — «Waka Waka (This Time for Africa)» | 2              | 2               | 2          | 2               | 8          |
| 2 | «G.Strelki»           | Дана Соколова и Скруджи — «Индиго»          | 1              | 2               | 2          | 2               | 7          |
| 3 | «Лейся, песня!»       | «Ленинград» — «Экспонат»                    | 1              | 1               | 2          | 2               | 6          |
| 4 | «Вирус!»              | «Гости из будущего» — «Лучшее в тебе»       | 1              | 2               | 1          | 2               | 6          |
| 5 | «Балаган Лимитед»     | Полина Гагарина — «Шагай»                   | 2              | 2               | 2          | 2               | 8          |
| 6 | «Чи-Ли»               | «Король и Шут» — «Прыгну со скалы»          | 2              | 2               | 2          | 2               | 8          |
| 7 | «Белорусские легенды» | Катя Лель — «Мой мармеладный»               | 2              | 2               | 2          | 2               | 8          |
| 8 | «Форум»               | Максим Фадеев — «Обязательно вернусь»       | 2              | 2               | 2          | 2               | 8          |

Общий счёт после 2-го выпуска:
1. «Балаган Лимитед»; «Белорусские легенды» — 16 баллов
2. «Чи-Ли»; «Божья коровка» — 15 баллов
3. «Форум»; «G.Strelki» — 14 баллов
4. «Лейся, песня!»; «Вирус!» — 13 баллов

#### Выпуск 3 (26 мая 2024) — Песни Ирины Аллегровой
| № | Исполнитель           | Песня                       | Сергей Соседов | Наташа Королёва | Стас Пьеха | Лера Кудрявцева | Ирина Аллегрова | Общий счёт |
| - | --------------------- | --------------------------- | -------------- | --------------- | ---------- | --------------- | --------------- | ---------- |
| 1 | «Вирус!»              | «Глупый мальчишка»          | 2              | 2               | 2          | 2               | 2               | 10         |
| 2 | «Лейся, песня!»       | «Не обернусь»               | 1              | 1               | 1          | 1               | 0               | 4          |
| 3 | «Чи-Ли»               | «Фотография 9 на 12»        | 0              | 1               | 1          | 1               | 1               | 4          |
| 4 | «Форум»               | «Я тучи разведу руками»     | 1              | 2               | 1          | 1               | 1               | 6          |
| 5 | «G.Strelki»           | «Свадебные цветы»           | 1              | 1               | 1          | 1               | 0               | 4          |
| 6 | «Балаган Лимитед»     | «Угонщица»                  | 2              | 1               | 2          | 1               | 2               | 8          |
| 7 | «Белорусские легенды» | «Верьте в любовь, девчонки» | 2              | 2               | 2          | 2               | 2               | 10         |
| 8 | «Божья коровка»       | «Моя семья»                 | 2              | 2               | 2          | 1               | 1               | 8          |

Общий счёт после 3-го выпуска:
1. «Белорусские легенды» — 26 баллов
2. «Балаган Лимитед» — 24 балла
3. «Вирус!»; «Божья коровка» — 23 балла
4. «Форум» — 20 баллов
5. «Чи-Ли» — 19 баллов
6. «G.Strelki» — 18 баллов
7. «Лейся, песня!» — 17 баллов

Члены жюри спасли ВИА «Лейся, песня!».

#### Выпуск 4 (2 июня 2024) — Дискотека века
| № | Исполнитель           | Песня                             | Сергей Соседов | Наташа Королёва | Стас Пьеха | Лера Кудрявцева | Общий счёт |
| - | --------------------- | --------------------------------- | -------------- | --------------- | ---------- | --------------- | ---------- |
| 1 | «G.Strelki»           | Пинк — «Get the Party Started»    | 2              | 2               | 2          | 2               | 8          |
| 2 | «Лейся, песня!»       | Леонид Агутин — «Половина сердца» | 2              | 2               | 2          | 2               | 8          |
| 3 | «Божья коровка»       | A’Studio — «Солдат любви»         | 1              | 2               | 1          | 0               | 4          |
| 4 | «Форум»               | Полина Гагарина — «Нет»           | 2              | 1               | 2          | 2               | 7          |
| 5 | «Вирус!»              | «Dabro» — «Юность»                | 2              | 2               | 2          | 1               | 7          |
| 6 | «Чи-Ли»               | Юлия Чичерина — «Ту-лу-ла»        | 1              | 2               | 2          | 2               | 7          |
| 7 | «Балаган Лимитед»     | Клава Кока — «Покинула чат»       | 2              | 2               | 2          | 2               | 8          |
| 8 | «Белорусские легенды» | Алексей Воробьёв — «Сумасшедшая»  | 2              | 2               | 2          | 2               | 8          |

Общий счёт после 4-го выпуска:
1. «Белорусские легенды» — 34 балла
2. «Балаган Лимитед» — 32 балла
3. «Вирус!» — 30 баллов
4. «Форум»; «Божья коровка» — 27 баллов
5. «Чи-Ли»; «G. Strelki» — 26 баллов
6. «Лейся, песня!» — 25 баллов

ВИА «Лейся, песня!» не покинули проект, так как спасение от жюри в прошлом выпуске всё «обнулило».

#### Выпуск 5 (9 июня 2024) — Любимые песни участников
| № | Исполнитель           | Песня                                           | Сергей Соседов | Наташа Королёва | Стас Пьеха | Лера Кудрявцева | Общий счёт |
| - | --------------------- | ----------------------------------------------- | -------------- | --------------- | ---------- | --------------- | ---------- |
| 1 | «Лейся, песня!»       | Любовь Успенская — «По полюшку»                 | 2              | 2               | 2          | 2               | 8          |
| 2 | «Чи-Ли»               | Александр Серов — «Как быть»                    | 2              | 2               | 2          | 2               | 8          |
| 3 | «Божья коровка»       | Сергей Трофимов — «Город Сочи»                  | 1              | 1               | 1          | 2               | 5          |
| 4 | «G.Strelki»           | Ирина Дубцова — «Медали»                        | 0              | 2               | 2          | 2               | 6          |
| 5 | «Форум»               | «Улетай на крыльях ветра» (опера «Князь Игорь») | 2              | 2               | 2          | 2               | 8          |
| 6 | «Белорусские легенды» | Максим Фадеев и Маша Гулевич — «Скажите детям»  | 2              | 2               | 2          | 2               | 8          |
| 7 | «Вирус!»              | МакSим — «Ветром стать»                         | 2              | 2               | 2          | 2               | 8          |
| 8 | «Балаган Лимитед»     | Линда — «Ворона»                                | 2              | 2               | 2          | 2               | 8          |

Общий счёт после 5-го выпуска:
1. «Белорусские легенды» — 42 балла
2. «Балаган Лимитед» — 40 баллов
3. «Вирус!» — 38 баллов
4. «Форум» — 35 баллов
5. «Чи-Ли» — 34 балла
6. «Лейся, песня!» — 33 балла
7. «Божья коровка»; «G. Strelki» — 32 балла

#### Выпуск 6 (16 июня 2024) — Финал
В финале группы пели свои новые песни или же изменённые версии старых. Были показаны лишь общие оценки жюри.
| № | Исполнитель           | Песня                  | Общий счёт |
| - | --------------------- | ---------------------- | ---------- |
| 1 | «Вирус!»              | «Лотос»                | 8          |
| 2 | «Форум»               | «Мирей»                | 7          |
| 3 | «Божья коровка»       | «Ледяное сердце»       | 7          |
| 4 | «Лейся, песня!»       | «Качается вагон»       | 6          |
| 5 | «Чи-Ли»               | «Весна не умеет ждать» | 5          |
| 6 | «G.Strelki»           | «Любить меня поздно»   | 6          |
| 7 | «Балаган Лимитед»     | «Речушечка»            | 8          |
| 8 | «Белорусские легенды» | «Балявая, чернявая»    | 6          |

Итоговый счёт:
1. «Белорусские легенды»; «Балаган Лимитед» — 48 баллов — Победители сезона
2. «Вирус!» — 46 баллов
3. «Форум» — 42 балла
4. «Чи-Ли»; «Лейся, песня!»; «Божья коровка» — 39 баллов
5. «G. Strelki» — 38 баллов

### Итоги
Общий рейтинг участников первого сезона выглядит так:
1. «Белорусские легенды» и «Балаган Лимитед»[6][7]
2. «Вирус!»
3. «Форум»
4. «Чи-Ли», «Лейся, песня!» и «Божья коровка»
5. «G. Strelki»

- Больше всех максимальный балл — 8 (10 с учётом третьего выпуска, где членов жюри было пять) — получили победители «Белорусские легенды» и «Балаган Лимитед» (5 раз). Группа «Вирус!» получила оценку 3 раза. По 2 раза высший балл получили коллективы «Форум», «Чи-Ли» и «Лейся, песня!», и по одному разу получили «Божья коровка» и «G. Strelki».
- Наименьший балл — 4 — получили «Чи-Ли», «Лейся, песня!» и «G. Strelki» в третьем выпуске (где было пять членов жюри), и «Божья коровка» в четвёртом выпуске.

### Комментарии
1. ↑  В третьем выпуске в качестве пятого члена жюри выступила Ирина Аллегрова, в чью честь был посвящён этот выпуск. Это первый и единственный случай, когда членов жюри было пять.